# د بیرز
کنسرسیوم الماس دِ بیرز (به انگلیسی: De Beers Diamond Consortium) نام شرکت و مجموعه شرکت‌هایی با همین نام است، که در زمینه استخراج الماس، تراش الماس و تجارت الماس از سال ۱۸۸۸ میلادی فعالیت دارد. این کمپانی دارای ۲۸ شعبه در کشورهای جهان است و بیشتر استخراج آن در کشورهای بوتسوانا، نامیبیا، آفریقای جنوبی و کانادا صورت می‌گیرد.
شرکت د بیرز، بزرگ‌ترین استخراج‌کننده و پخش‌کننده الماس در سراسر جهان است.

## تاریخچه

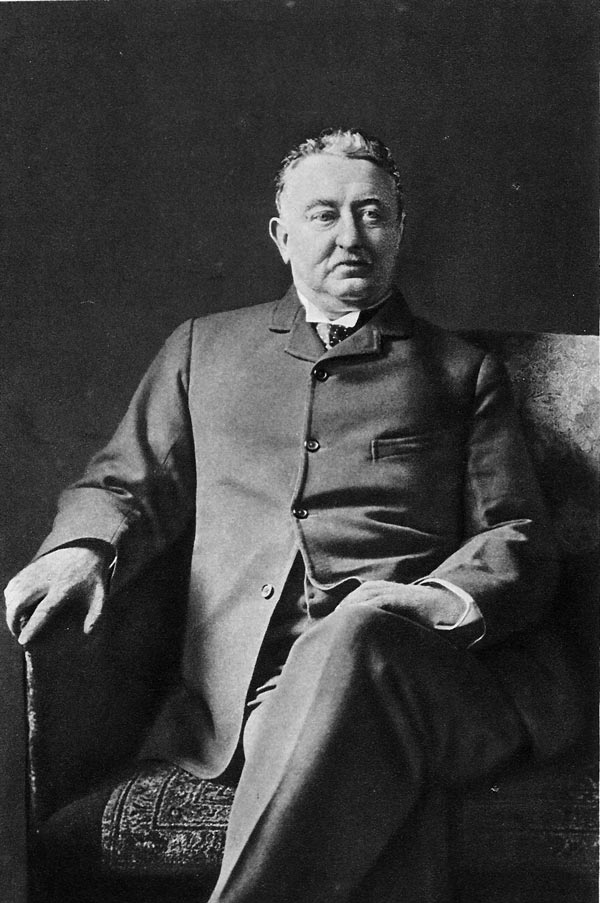
سسیل رودز

سسیل رودز، در سال ۱۸۸۸ میلادی شرکت دِ بیرز را در آفریقای جنوبی بنا نهاد. هزینه تأسیس این شرکت توسط آلفرد بیت و ناتان روتشیلد از خانواده روتشیلد تهیه شد. در سال ۱۹۲۶ ارنست اوپنهایمر یک یهودی-آلمانی مهاجر به انگلستان که شرکت معدنداری انگلو امریکن را به کمک منابع جی. پی. مورگان تأسیس کرده بود به عنوان رئیس شرکت د دبیرز انتخاب شد. او شرکت را تبدیل به تنها قدرت واحد در زمینه استخراج الماس کرد. در این زمان شرکت متهم به فساد مالی و عدم کمک به ایالات متحده در زمان جنگ جهانی دوم شد.
وقتی در سال ۱۸۶۹ الماسی ۸۳٫۵ قیراطی به نام ستاره آفریقای جنوبی کشف شد، او از ثروت این الماس برای خرید شرکتهای استخراج کوچکتر استفاده نمود. شرکت د بیرز در سال ۱۸۸۸ از تجمیع دو شرکت بارناتو و سسیل رودز ایجاد شد. در این زمان این شرکت مهم‌ترین صاحب الماس در تمامی کشور بود. در سال ۱۸۸۹ رودز موفق شد با انجمن الماس لندن وارد مذاکره شده و قراردادی بنویسد که به موجب آن الماس به قیمت ثابتی توسط آنان خریداری میشد. این قرارداد بعدها به دلیل کاهش قیمت الماس بسیار سودده بود. رودز در این زمان معتقد بود که مهم‌ترین خطر برای شرکت وی کشف معادن الماس جدید است که باعث شکستن انحصار شرکت او می‌شود.
جنگ بوئر دوم برای شرکت زمان بسیار خطرناکی بود. کیمبرلی مورد محاصره قرار گرفت و معادن الماس مورد تهدید قرار گرفت. رودز از دولت انگلستان درخواست کرد که کمک کند که محاصره شهر هرچه زودتر پایان یابد به جای اینکه به مسائل مهمتر جنگ بپردازد. با اینکه اهداف رودز با اهداف ارتش یکی نبود او از منابع شرکت برای کمک به ارتش انگلستان استفاده نمود.

## ریاست اپنهایمر
در سال ۱۸۹۸ در نزدیکی پرتوریا معادن الماس به نام معدن پرمیر کشف شد. در این معدن در سال ۱۹۰۵ میلادی، بزرگ‌ترین الماس دنیا با نام الماس کولیان به وزن ۳٬۱۰۶ قیراط و به وزن ۶۲۱ گرم کشف شد. ولیکن صاحب این معدن حاضر نبود آن را به مافیای شرکت د بیرز بفروشد. در این زمان صاحب معدن آن را به دو دلال یهودی آلمانی به نام برنهارد و ارنست اپنهایمر میفروخت که باعث ضعیف شدن مونوپولی شرکت د بیرز شد. در این زمان تولید این معدن برابر با تولید تمامی معادن د بیرز بود. ارنست اپنهایمر در کیمبرلی قدرت زیادی پیدا کرد و شهردار شهر گردید. ارنست اپنهایمر معتقد بود که باید تولید الماس را کم کند تا قیمت آن افزایش یابد.
در زمان جنگ جهانی اول بالاخره معدن پرمیر به د بیرز ملحق شد و سسیل رودز در سال ۱۹۰۲ درگذشت. در این زمان شرکت د بیرز ۹۰ درصد تولید جهانی الماس را کنترل میکرد. ارنست اوپنهایمر به ریاست شرکت د بیرز رسید. اپنهایمر بسیار نگران کشف الماس در قسمت آلمانی آفریقای جنوبی در سال ۱۹۰۸ بود و نگران بود که افزایش تولید ممکن است سود او را کم کند. 

## بازاریابی
به دلیل عدم تقاضای زیاد الماس در آن زمان شرکت د بیرز تلاشهای زیادی برای ایجاد تقاضا در ذهن مردم کرد. مهم‌ترین موفقیت این شرکت در این بود که بتواند الماس را سمبل محبت و پایبندی یک مرد به یک زن نماید. یکی از افراد این موسسه در سال ۱۹۴۷ شعار آن که "الماس جاودانه است" را ایجاد کرد. در سال ۲۰۰۰ نشریه ادورتایزینگ ایج شعار "الماس جاودانه است" را بهترین شعار تبلیغاتی قرن ۲۰ دانست.
بیشتر هدف د بیرز در بازاریابی تأثیر بر روابط عاشقانه و ایجاد الماس به عنوان مهم‌ترین سمبل عشق بود. 

## انحصار تجارت
شرکت د بیرز از قدرت خود در عرصه تولید الماس برای انحصار آن به شدت استفاده کرده‌است. اگر شرکتی کوچک حاضر به عضو شدن در کارتل د بیرز نمیشد این شرکت بازار را با الماسهایی مشابه تولیدات آن شرکت با قیمت کمتر پر میکرد. این شرکت همچنین تولیدات الماس بقیه شرکت‌ها را در ابعاد زیاد میخرید و آن‌ها را از بازار خارج میکرد.
در سال ۲۰۰۰ به دلیل آگاهی بیشتر از نحوه تجارت د بیرز در بین مردم و تلاش شرکتهای کانادایی و استرالیایی برای خرید از رقبای د بیرز این شرکت نحوه تجارت خود را کمی بهبود بخشید. میزان کنترل د بیرز بر صنعت الماس از ۹۰٪ در سال ۱۹۸۰ به ۳۳٪ در سال ۲۰۱۳ رسید.
در سال ۲۰۱۱ خانواده اپنهایمر اعلام کردند که مایلند ۴۰٪ سهم خود در شرکت د بیرز را به آنگلو آمریکن بفروشند تا سهم آنگلو آمریکن به ۸۵٪ برسد. این معامله سرانجام انجام شد و خانواده اپنهایمر سهم خود را به مبلغ ۵٫۱ میلیارد دلار فروختند و انحصار ۸۰ ساله این خانواده یهودی-آلمانی را بر صنعت الماس پایان دادند.